# Tin Machine II
Tin Machine II è il secondo album dei Tin Machine, pubblicato dalla Victory Music nel 1991.

## Copertina
Per la pubblicazione negli Stati Uniti dell'album, la copertina del disco venne censurata nascondendo con l'aerografo i genitali delle statue di Kouroi raffigurate. A proposito della censura subita, Bowie disse: «Persino in Canada hanno la copertina originale», «Solo in America... ». Bowie lanciò l'idea di permettere agli acquirenti statunitensi interessati di ricevere via posta, dietro richiesta, l'immagine dei genitali da poter applicare sulla copertina censurata, ma la casa discografica rifiutò decisamente la proposta. Egli raccontò: «così [i fan] avrebbero potuto incollarli sopra. Ma l'etichetta discografica andò fuori di testa alla sola idea. Inviare genitali via posta è una grave offesa».

## Tracce
1. Baby Universal (David Bowie, Reeves Gabrels) – 3:18
2. One Shot (Bowie, Gabrels) – 5:11
3. You Belong in Rock n' Roll (Bowie, Gabrels) – 4:07
4. If There Is Something (Bryan Ferry) – 4:45
5. Amlapura (Bowie, Gabrels) – 3:46
6. Betty Wrong (Bowie, Gabrels) – 3:48
7. You Can't Talk (Bowie, Gabrels) – 3:09
8. Stateside (Bowie, Hunt Sales) – 5:38
9. Shopping for Girls (Bowie, Gabrels) – 3:44
10. A Big Hurt (Bowie) – 3:40
11. Sorry (Sales) – 3:29
12. Goodbye Mr. Ed (Bowie, H. Sales, Tony Sales) – 3:24
13. Hammerhead (Bowie, H. Sales) – 0:57

## Formazione
- David Bowie: Voce, Chitarra, Pianoforte, Sassofono
- Reeves Gabrels: Chitarra solista, Voce, Organo,
- Hunt Sales: Batteria, Voce, Percussioni
- Tony Sales: Basso, Voce
- Kevin Armstrong: Chitarra ritmica in If There Is Something, Pianoforte in Shopping for Girls.
- Tim Palmer: Percussioni, Pianoforte